# Suite uit het Antwerpse Dansboek
Suite uit het Antwerpse Dansboek (1583) is een compositie van Henk van Lijnschooten. Van Lijnschooten selecteerde, bewerkte en orkestreerde een aantal delen uit het Chorearum Molliorum Collectanea, een verzameling composities van Petrus Phalesius (Pierre Phalèse, Pieter Phalesius), voor het moderne blaasorkest.